# Detroit Junior
Emery „Detroit Junior“ Williams, Jr. (* 26. Oktober 1931 in Haynes, Arkansas, USA; † 9. August 2005 in Chicago, Illinois, USA) war ein US-amerikanischer Blues-Pianist, Sänger und Songwriter. Er ist bekannt für Songs wie So Unhappy, Call My Job, If I Hadn’t Been High, Ella und Money Tree. Seine Lieder wurden von Koko Taylor, Albert King und anderen Bluesmusikern gecovert.

## Biografie
Emery Williams Jr. wurde am 26. Oktober 1931 in Haynes, Arkansas, geboren. Während seiner Kindheit zog seine Familie mehrfach um, zunächst nach Memphis (Tennessee), dann nach Pulaski (Illinois), und schließlich nach Flint (Michigan), wo Williams bei seiner Großmutter lebte. Hier begann er, auf der Organa (einer Gebläseorgel) seiner Großmutter zu spielen. Bald spielte er Klavier in den Clubs der Umgebung. In Detroit war er der Pianist der Hausband des Circle Clubs und spielte mit Gastmusikern wie Rosco Gordon, John Lee Hooker und Amos Milburn. 1956 zog er nach Chicago, wo er Musiker wie Eddie Boyd, Jimmy Reed und Eddie Taylor begleitete.
1960 nahm er seine erste Single Money Tree für das Label „Bea & Baby“ auf; er nannte sich jetzt Detroit Junior. Es folgten weitere Singles bei verschiedenen Labels. Sein erstes Album Chicago Urban Blues wurde Anfang der 1970er Jahre auf dem Label „Blues on Blues“ veröffentlicht. Von 1968 an tourte Detroit Junior mit Howlin’ Wolf und begleitete ihn bei Aufnahmen. Nach Wolfs Tod im Jahr 1976 kehrte Detroit Junior nach Chicago zurück, wo er bis zu seinem Tod lebte und auftrat. Er war wöchentlicher Stammgast in den Chicagoer Bluesclubs „B.L.U.E.S.“ und „Kingston Mines“.
Detroit Junior starb am 9. August 2005 an Herzversagen.